# Формула-1 — Гран-прі Бельгії 2022
Гран-прі Бельгії 2022 (офіційно — Formula 1 Rolex Belgian Grand Prix 2022) — автоперегони чемпіонату світу з Формули-1, які відбулися 28 серпня 2022 року. Гонка була проведена на трасі Спа-Франкоршам у Спа (Бельгія). Це чотирнадцятий етап чемпіонату світу і сімдесят восьме Гран-прі Бельгії в історії.
Переможцем гонки став нідерландець Макс Ферстаппен (Ред Булл — RBPT). Друге місце посів Серхіо Перес (Ред Булл — RBPT), а третє — Карлос Сайнс (мол.) (Феррарі).
Чинним переможцем гонки був Макс Ферстаппен, який у 2021 році виступав за команду Ред Булл.

## Положення у чемпіонаті перед гонкою
| Місце   | Пілот               | Очки |
| ------- | ------------------- | ---- |
| 1       | Макс Ферстаппен     | 258  |
| 2       | Шарль Леклер        | 178  |
| 3       | Серхіо Перес        | 173  |
| 4       | Джордж Расселл      | 158  |
| 5       | Карлос Сайнс (мол.) | 156  |
| Джерело |                     |      |

| Місце   | Конструктор         | Очки |
| ------- | ------------------- | ---- |
| 1       | Ред Булл — RBPT     | 431  |
| 2       | Феррарі             | 334  |
| 3       | Мерседес            | 304  |
| 4       | Альпін — Рено       | 99   |
| 5       | Макларен — Мерседес | 95   |
| Джерело |                     |      |

## Шини
Під час гран-прі було дозволено використовувати шини Pirelli C2, C3 і C4 (hard, medium і soft).
| Hard | Medium | Soft |
| ---- | ------ | ---- |

## Розклад
| Дата           | Подія           | Час           |
| -------------- | --------------- | ------------- |
| 26 серпня 2022 | Вільний заїзд 1 | 15:00 — 16:00 |
| 26 серпня 2022 | Вільний заїзд 2 | 18:00 — 19:00 |
| 27 серпня 2022 | Вільний заїзд 3 | 14:00 — 15:00 |
| 27 серпня 2022 | Кваліфікація    | 17:00 — 18:00 |
| 28 серпня 2022 | Гонка           | 16:00 — 18:00 |
| Джерело        |                 |               |

## Вільні заїзди
| Сесія | Лідер               | Конструктор     | Ш | Час      | Джерело |
| ----- | ------------------- | --------------- | - | -------- | ------- |
| 1     | Карлос Сайнс (мол.) | Феррарі         | P | 1:46.538 | [ 4 ]   |
| 2     | Макс Ферстаппен     | Ред Булл — RBPT | P | 1:45.507 | [ 4 ]   |
| 3     | Серхіо Перес        | Ред Булл — RBPT | P | 1:45.047 | [ 4 ]   |

## Кваліфікація
| Місце                                   | №  | Пілот               | Конструктор             | Частина 1 | Частина 2 | Частина 3 | Старт    |
| --------------------------------------- | -- | ------------------- | ----------------------- | --------- | --------- | --------- | -------- |
| 1                                       | 1  | Макс Ферстаппен     | Ред Булл — RBPT         | 1:44.581  | 1:44.723  | 1:43.665  | 14       |
| 2                                       | 55 | Карлос Сайнс (мол.) | Феррарі                 | 1:45.050  | 1:45.418  | 1:44.297  | 1        |
| 3                                       | 11 | Серхіо Перес        | Ред Булл — RBPT         | 1:45.377  | 1:44.794  | 1:44.462  | 2        |
| 4                                       | 16 | Шарль Леклер        | Феррарі                 | 1:45.572  | 1:44.551  | 1:44.553  | 15       |
| 5                                       | 31 | Естебан Окон        | Альпін — Рено           | 1:46.039  | 1:45.475  | 1:45.180  | 16       |
| 6                                       | 14 | Фернандо Алонсо     | Альпін — Рено           | 1:46.075  | 1:45.552  | 1:45.368  | 3        |
| 7                                       | 44 | Льюїс Гамільтон     | Мерседес                | 1:45.736  | 1:45.420  | 1:45.503  | 4        |
| 8                                       | 63 | Джордж Расселл      | Мерседес                | 1:45.650  | 1:45.461  | 1:45.776  | 5        |
| 9                                       | 23 | Александр Албон     | Вільямс — Мерседес      | 1:45.672  | 1:45.675  | 1:45.837  | 6        |
| 10                                      | 4  | Ландо Норріс        | Макларен — Мерседес     | 1:45.745  | 1:45.603  | 1:46.178  | 17       |
| 11                                      | 3  | Данієль Ріккардо    | Макларен — Мерседес     | 1:46.212  | 1:45.767  |           | 7        |
| 12                                      | 10 | П'єр Гаслі          | Альфа Таурі — RBPT      | 1:46.183  | 1:45.827  |           | Піт-лейн |
| 13                                      | 24 | Чжоу Гуаньюй        | Альфа Ромео — Феррарі   | 1:46.178  | 1:46.085  |           | 18       |
| 14                                      | 18 | Ленс Стролл         | Астон Мартін — Мерседес | 1:46.256  | 1:46.611  |           | 9        |
| 15                                      | 47 | Мік Шумахер         | Хаас — Феррарі          | 1:46.342  | 1:47.718  |           | 19       |
| 16                                      | 5  | Себастьян Феттель   | Астон Мартін — Мерседес | 1:46.344  |           |           | 10       |
| 17                                      | 6  | Ніколас Латіфі      | Вільямс — Мерседес      | 1:46.401  |           |           | 11       |
| 18                                      | 20 | Кевін Магнуссен     | Хаас — Феррарі          | 1:46.557  |           |           | 12       |
| 19                                      | 22 | Юкі Цунода          | Альфа Таурі — RBPT      | 1:46.692  |           |           | Піт-лейн |
| 20                                      | 77 | Вальттері Боттас    | Альфа Ромео — Феррарі   | 1:47.866  |           |           | 13       |
| 107 % від лідера першої сесії: 1:51.901 |    |                     |                         |           |           |           |          |
| Джерело:                                |    |                     |                         |           |           |           |          |

## Гонка
| Місце                                                                               | №  | Пілот               | Конструктор             | Кола | Час/причина сходу      | Старт    | Очки |
| ----------------------------------------------------------------------------------- | -- | ------------------- | ----------------------- | ---- | ---------------------- | -------- | ---- |
| 1                                                                                   | 1  | Макс Ферстаппен     | Ред Булл — RBPT         | 44   | 1:25:52.894            | 14       | 26   |
| 2                                                                                   | 11 | Серхіо Перес        | Ред Булл — RBPT         | 44   | +17.841                | 2        | 18   |
| 3                                                                                   | 55 | Карлос Сайнс (мол.) | Феррарі                 | 44   | +26.886                | 1        | 15   |
| 4                                                                                   | 63 | Джордж Расселл      | Мерседес                | 44   | +29.140                | 5        | 12   |
| 5                                                                                   | 14 | Фернандо Алонсо     | Альпін — Рено           | 44   | +1:13.256              | 3        | 10   |
| 6                                                                                   | 16 | Шарль Леклер        | Феррарі                 | 44   | +1:14.936              | 15       | 8    |
| 7                                                                                   | 31 | Естебан Окон        | Альпін — Рено           | 44   | +1:15.640              | 16       | 6    |
| 8                                                                                   | 5  | Себастьян Феттель   | Астон Мартін — Мерседес | 44   | +1:18.107              | 10       | 4    |
| 9                                                                                   | 10 | П'єр Гаслі          | Альфа Таурі — RBPT      | 44   | +1:32.181              | Піт-лейн | 2    |
| 10                                                                                  | 23 | Александр Албон     | Вільямс — Мерседес      | 44   | +1:41.900              | 6        | 1    |
| 11                                                                                  | 18 | Ленс Стролл         | Астон Мартін — Мерседес | 44   | +1:43.078              | 9        |      |
| 12                                                                                  | 4  | Ландо Норріс        | Макларен — Мерседес     | 44   | +1:44.739              | 17       |      |
| 13                                                                                  | 22 | Юкі Цунода          | Альфа Таурі — RBPT      | 44   | +1:45.217              | Піт-лейн |      |
| 14                                                                                  | 24 | Чжоу Гуаньюй        | Альфа Ромео — Феррарі   | 44   | +1:46.252              | 18       |      |
| 15                                                                                  | 3  | Данієль Ріккардо    | Макларен — Мерседес     | 44   | +1:47.163              | 7        |      |
| 16                                                                                  | 20 | Кевін Магнуссен     | Хаас — Феррарі          | 43   | +1 коло                | 12       |      |
| 17                                                                                  | 47 | Мік Шумахер         | Хаас — Феррарі          | 43   | +1 коло                | 19       |      |
| 18                                                                                  | 6  | Ніколас Латіфі      | Вільямс — Мерседес      | 43   | +1 коло                | 11       |      |
| Схід                                                                                | 77 | Вальттері Боттас    | Альфа Ромео — Феррарі   | 1    | Аварія                 | 13       |      |
| Схід                                                                                | 44 | Льюїс Гамільтон     | Мерседес                | 0    | Пошкодження від аварії | 4        |      |
| Найшвидше коло: Макс Ферстаппен (Ред Булл — RBPT) — 1:49.354, поставлене на 32 колі |    |                     |                         |      |                        |          |      |
| Джерело:                                                                            |    |                     |                         |      |                        |          |      |

## Положення у чемпіонаті після гонки
| Місце   | Пілот               | Очки |
| ------- | ------------------- | ---- |
| 1       | Макс Ферстаппен     | 284  |
| 2       | Серхіо Перес        | 191  |
| 3       | Шарль Леклер        | 186  |
| 4       | Карлос Сайнс (мол.) | 171  |
| 5       | Джордж Расселл      | 170  |
| Джерело |                     |      |

| Місце   | Конструктор         | Очки |
| ------- | ------------------- | ---- |
| 1       | Ред Булл — RBPT     | 475  |
| 2       | Феррарі             | 357  |
| 3       | Мерседес            | 316  |
| 4       | Альпін — Рено       | 115  |
| 5       | Макларен — Мерседес | 95   |
| Джерело |                     |      |